# George (municipalité)
Pour les articles homonymes, voir George.
La Municipalité de George (George Local Municipality) est une municipalité locale relevant du District municipal de la route des jardins au sein de la province du Cap-Occidental en Afrique du Sud. Le siège de la municipalité est situé dans la ville de George.

## Localités
| Localités                                                     | Code   | Population | Superficie (km2) | Langue maternelle dominante |
| ------------------------------------------------------------- | ------ | ---------- | ---------------- | --------------------------- |
| Forêt d'état de Formosa                                       | 177003 | 0          | 91,57            |                             |
| George                                                        | 177006 | 114 291    | 77,35            | Afrikaans                   |
| Haarlem                                                       | 177005 | 2 376      | 9,04             | Afrikaans                   |
| Herolds Bay                                                   | 177010 | 704        | 1,03             | Afrikaans                   |
| Forêt d'état du Swartberg                                     | 177001 | 0          | 84,06            |                             |
| Thembalethu                                                   | 177007 | 43 103     | 6,49             | IsiXhosa                    |
| Uniondale                                                     | 177004 | 4 525      | 18,90            | Afrikaans                   |
| Wilderness                                                    | 177008 | 6 164      | 36,97            | Afrikaans                   |
| Région des lacs de Wilderness                                 | 177009 | 149        | 13,61            | Afrikaans                   |
| Zone rurale (y compris les hameaux de Victoria Bay, Avontuur) | 177002 | 22 360     | 4 851,19         | Afrikaans                   |
| Total                                                         | Total  | 193 672    | 5 191,02         | Afrikaans                   |

## Démographie

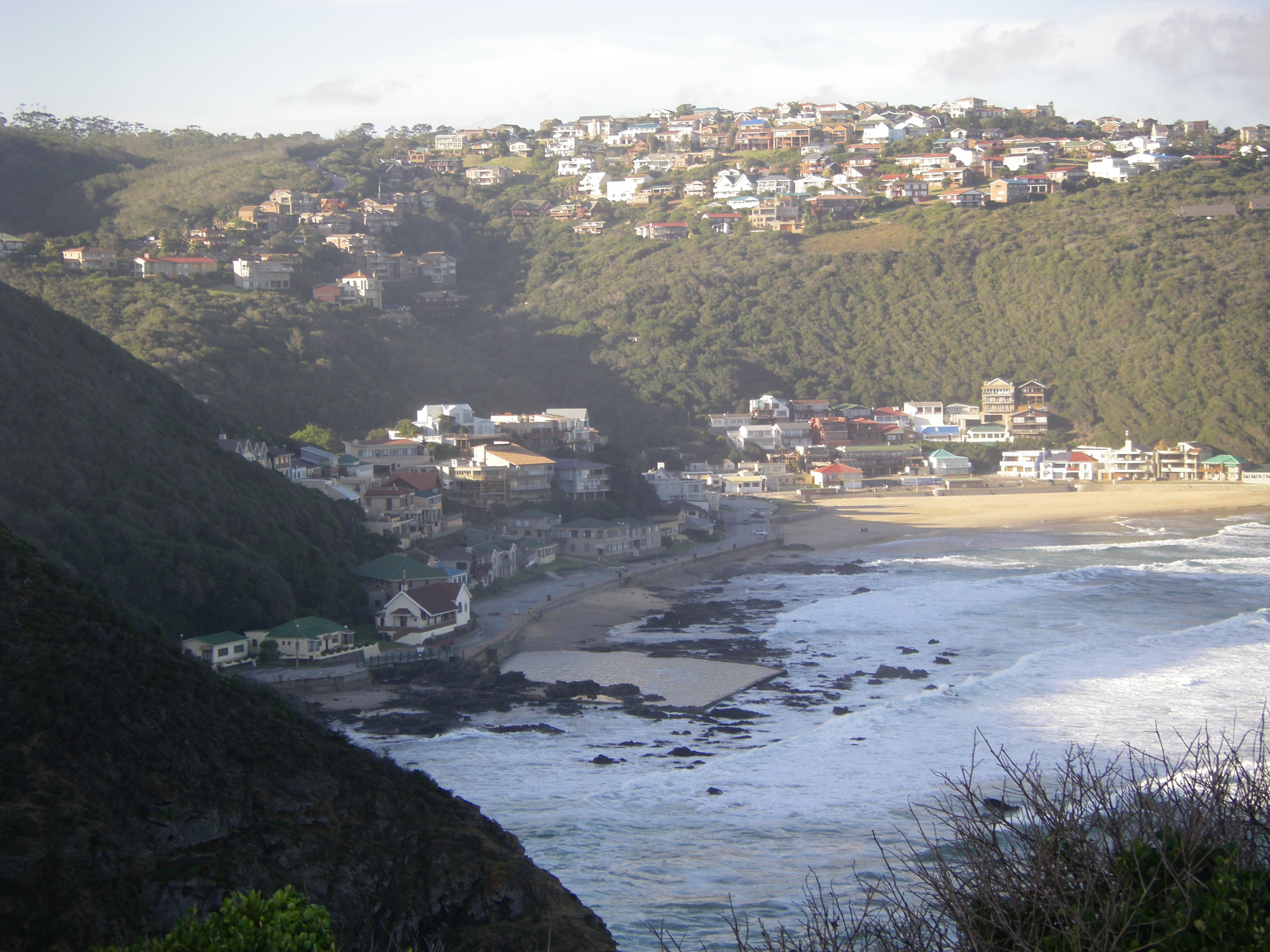
Herolds Bay.

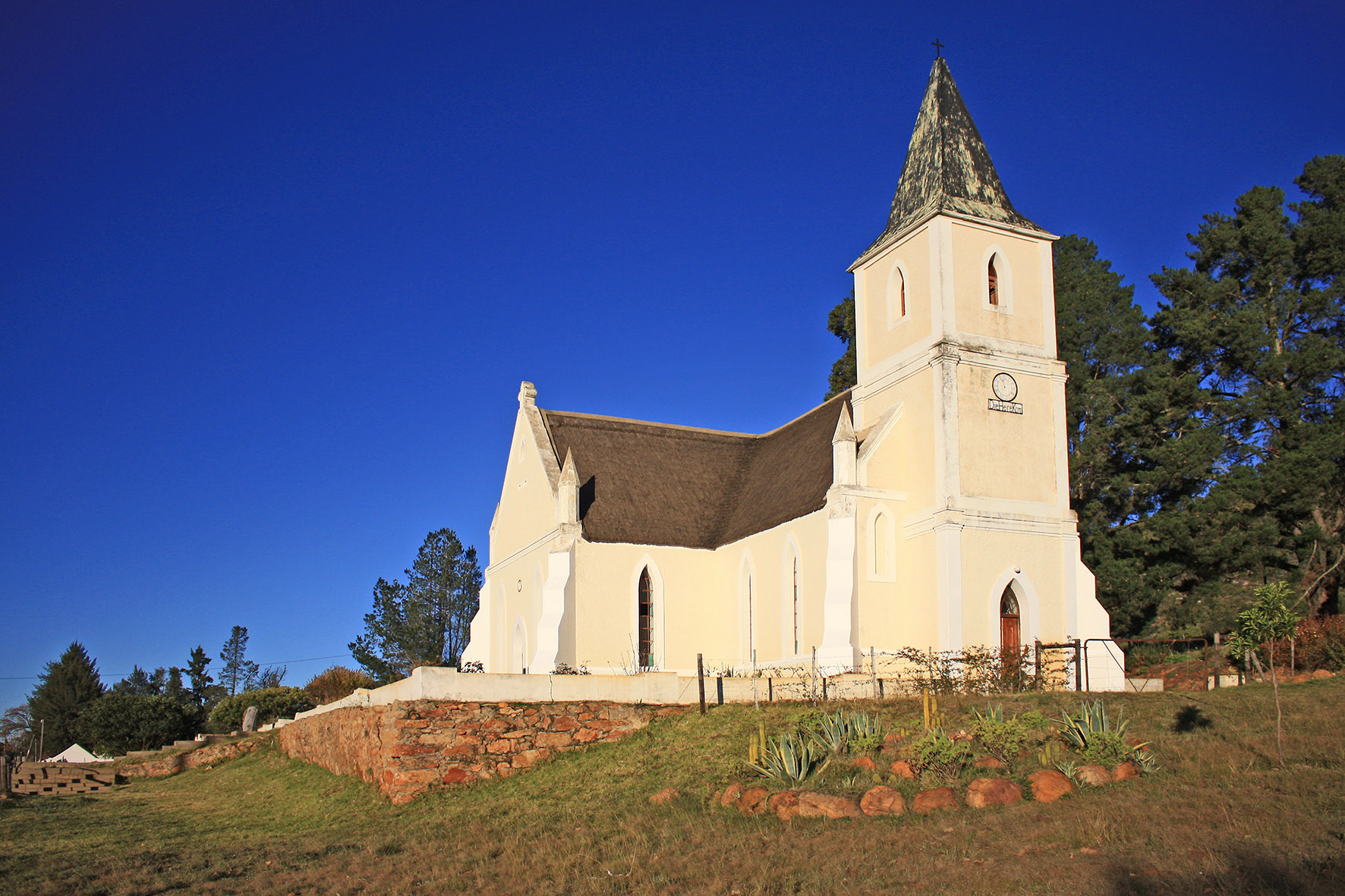
Église luthérienne d'Haarlem.

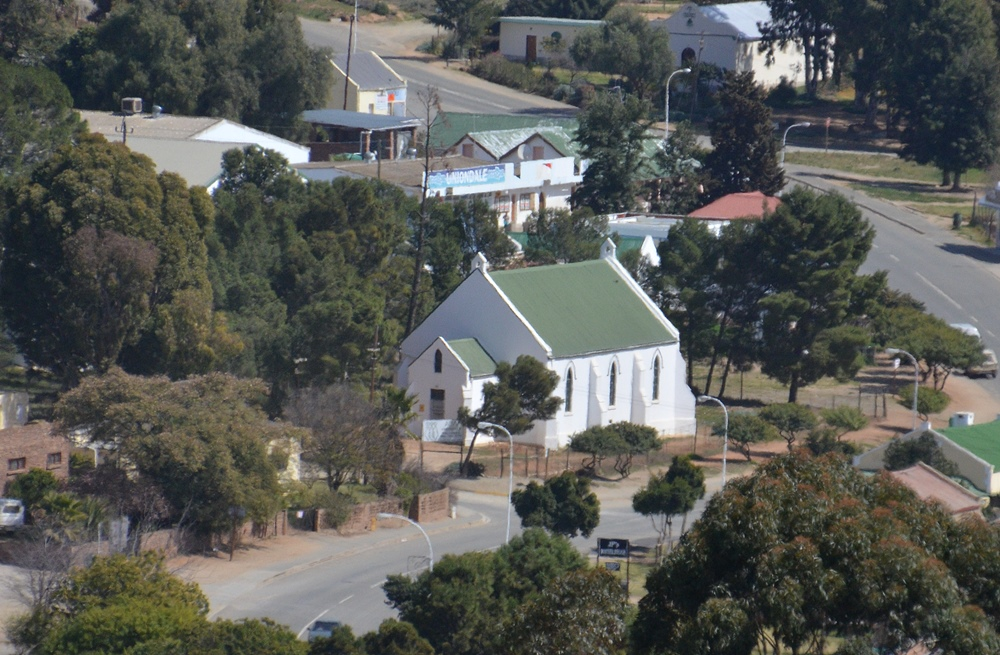
Uniondale.

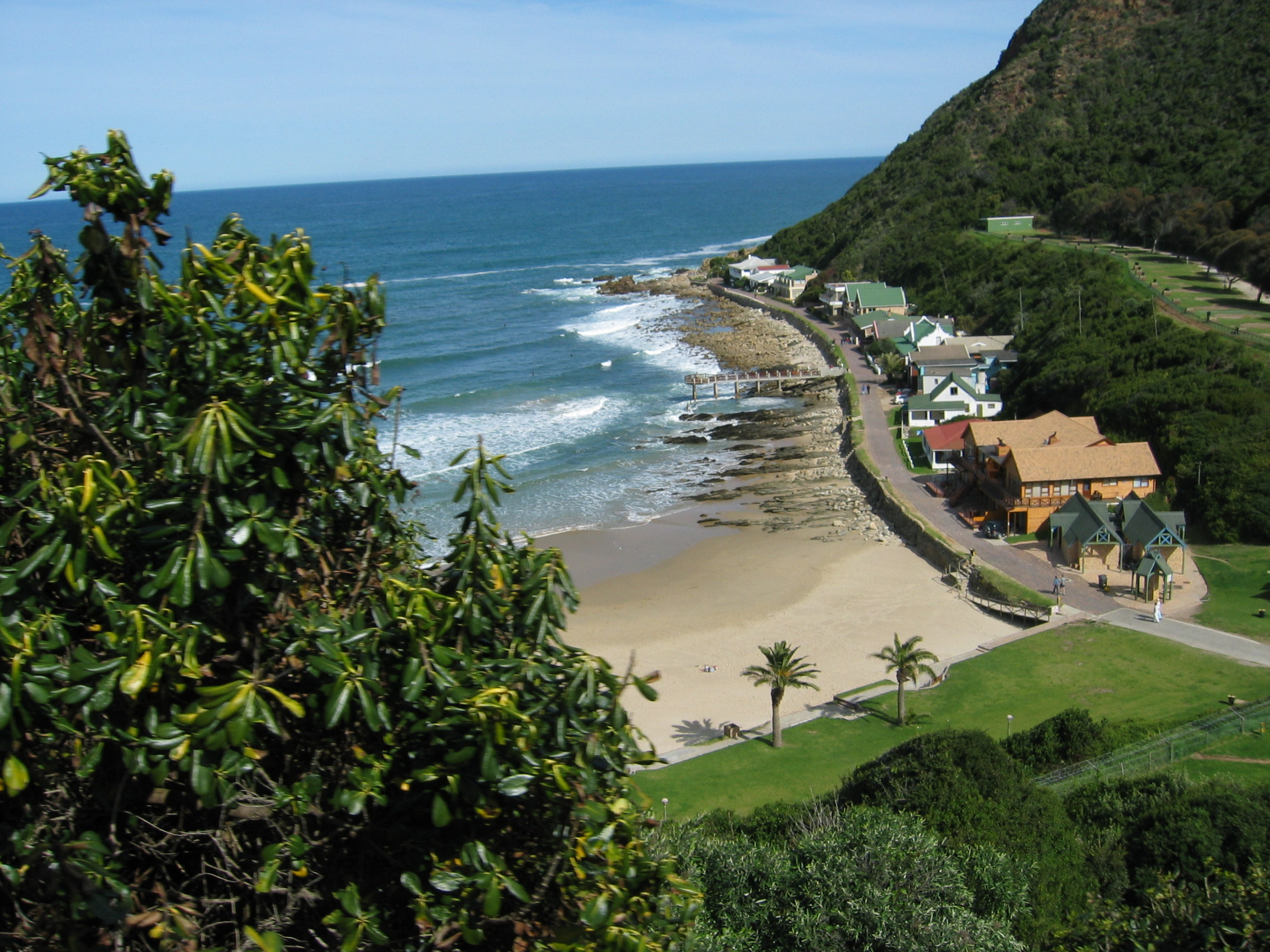
Victoria Bay.

Selon le recensement de 2011, les résidents de la municipalité de George sont majoritairement issus des populations coloureds (50,41 %). Les Noirs, majoritaires dans le pays, représentent 28,23 % des habitants et les Blancs, 19,69 % des résidents.
La majorité des habitants habitent la ville de George (114 291 habitants en 2011, majoritairement coloured). Les autres villes et villages de la municipalité sont Herolds Bay (704 habitants, majoritairement des Blancs), Wilderness (6 164 habitants, majoritairement coloured), le township rural de Haarlem (2 376 habitants, majoritairement coloured), le township urbain de Thembalethu (43 103 habitants, majoritairement habité par les populations noires) et Uniondale (4 525 habitants, majoritairement coloured).
La zone rurale de George, comprenant notamment la localité estivale de Victoria Bay, compte pour sa part 22 360 habitants, majoritairement coloured.

## Historique
La municipalité locale de George a été constituée en 2000 à la suite de la réforme des gouvernements locaux.

## Administration
Dans sa configuration précédent, l'agglomération de l'ancienne municipalité de George avait été un bastion électoral du parti national et de Pieter Botha en particulier. Depuis la formation de la nouvelle municipalité locale de George en 2000, c'est un bastion électoral de l'alliance démocratique mais en pratique, les changements d'allégeance des conseillers municipaux ont créé une instabilité récurrente de l'exécutif municipal.
De 2000 à 2010, le gouvernement local de la municipalité est dominé par l'alliance démocratique. En 2008, le ralliement du maire, Bazil Petrus, aux indépendants démocrates (ID) ébranle néanmoins l'assise de la majorité municipale qui le remplace dans ses fonctions par Flip de Swart (DA).
En janvier 2010, la défection de plusieurs élus prive Flip de Swart de sa majorité absolue au conseil municipal. Bien que disposant d'une majorité relative en termes d'élus, l'alliance démocratique perd le contrôle de la municipalité face à une alliance majoritaire formée par l'ANC et ID qui élisent au poste de maire, Mercia Draghoender, une ex-élue de la DA ralliée aux indépendants-démocrates (février 2010). Quelques mois plus tard, cette coalition formée entre l'ANC et ID est dissoute, entérinant l'accord national conclu entre la DA et les indépendants-démocrates. Reléguant l'ANC dans l'opposition, une nouvelle majorité municipale à majorité DA-ID se constitue à George. Bazil Petrus, le candidat ID soutenu par DA, est de nouveau élu au poste de maire.
En avril 2011, à la suite de la fusion nationale entre ID et la DA qu'il désapprouve, Petrus démissionne et est remplacé provisoirement par le premier maire-adjoint, Lionel Essau (DA).
Lors des élections municipales de mai 2011, Charles Standers (DA) est élu maire par un conseil municipal dominé par une Alliance démocratique détentrice d'une majorité absolue des sièges au conseil municipal, majorité qu'elle renforce lors des élections municipales de 2016 et ce, malgré la démission de Standers de la DA une semaine avant le vote et son appel à voter pour l'ANC.

### Liste des maires

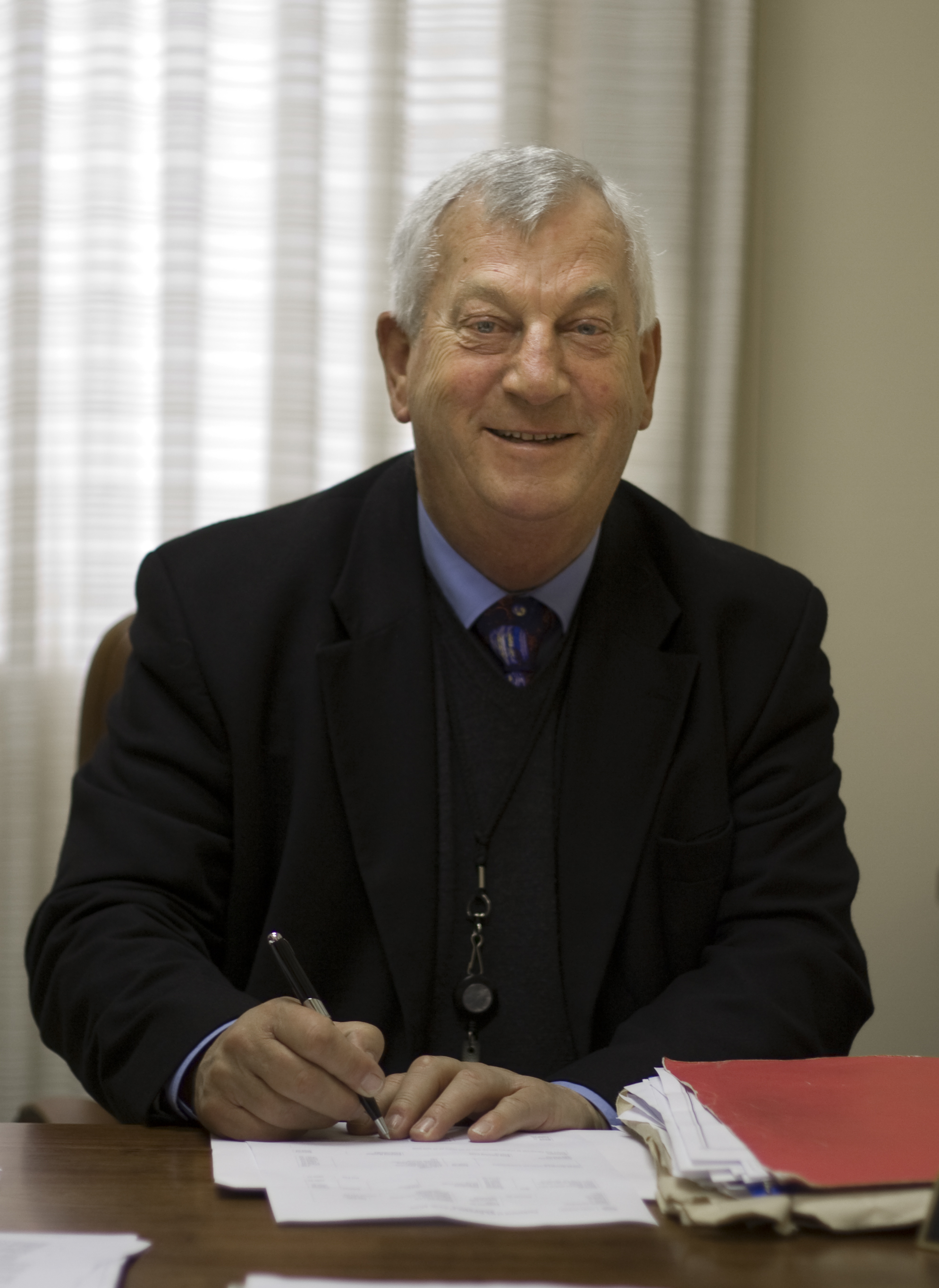
Marius Swart, maire de 2000 à 2004

| Maires de George depuis 2000 | Parti politique | Terme                    |
| ---------------------------- | --------------- | ------------------------ |
| Marius Swart (1941-2021)     | DA              | décembre 2000 - 2004     |
| Bazil Petrus                 | DA              | 2004 - 2008              |
| Flip de Swart                | DA              | 2008 - janvier 2010      |
| Mercia Draghoender           | ID              | janvier 2010 - aout 2010 |
| Bazil Petrus                 | ID              | Aout 2010 - avril 2011   |
| Lionel Essau                 | DA              | avril 2011 - mai 2011    |
| Charles Standers             | DA              | 2011 - 2016              |
| Melvin Naik                  | DA              | 2016 - 2020              |
| Leon van Wyk                 | DA              | Depuis mai 2020          |

## Sources
- Cet article est partiellement ou en totalité issu de l'article intitulé « George (Cap-Occidental) » (voir la liste des auteurs).